# Nicky Hilton
Nicholai Olivia Hilton (New York, 5 oktober 1983) is een Amerikaans model en erfgename van de Hilton-hotelketen.
Hilton is de tweede van vier kinderen. Zij en haar zus Paris staan bekend om hun luxueuze levensstijl, alhoewel Nicky Hilton over het algemeen minder in de schijnwerpers staat. Haar belangrijkste werkzaamheden bestaan uit modellenwerk en tasjes ontwerpen. Hiermee heeft zij een geschat inkomen van een miljoen dollar per jaar.
Hilton trouwde in 2004, maar het huwelijk duurde niet lang, want enkele maanden later scheidde ze. In 2015 trad ze opnieuw in het huwelijk, ditmaal met een lid van de aristocratische familie Rothschild. Ze heeft twee dochters en een zoon.